# Franz Stahl
Franz Stahl (* 30. října 1962) je bývalý kytarista americké kapely The Scream. V roce 1997 se stal na čas členem americké rockové kapely Foo Fighters, jejímž zpěvákem a kytaristou je Franzův bývalý spoluhráč - bývalý bubeník Scream Dave Grohl. V roce 1999 nahradil Franze ve Foo Fighters na pozici hlavního kytaristy Chris Shiflett.
Franz Stahl se objevuje v klipu Foo Fighters k singlu My Hero.